# Sixth Avenue
La Sixth Avenue (Sisena Avinguda, en català) és una avinguda de Manhattan, a New York. El seu nom ha canviat oficialment el 1945 en Avenue of the Americas, sota el mandat de Fiorello LaGuardia, però els novaiorquesos rarament l'anomenen amb aquest nom. Presenta així dues plaques diferents, una indicant Sixth Avenue i l'altra Avenue of the Americas.
La Sisena Avinguda s'estén de l'extrem nord de Manhattan, a l'Uptown, fins a Church Street, situada alguns blocs sota Canal Street. La Sisena Avinguda travessa a més a més virtualment Central Park, aturant-se al carrer 59, i continuant a nivell del carrer 109; la Sixth Avenue s'anomena aleshores Lenox Avenue (o Malcolm X boulevard) a Harlem i al nord de Manhattan. A nivell del carrer 59, dues estàtues de bronze de Simón Bolívar i José Martí marquen l'entrada a Central Park.
Pel que fa al Metro, la Sisena Avinguda està comunicada per l'IND Sixth Avenue Line (B, D, F i V). El Port Authority Trans-Hudson, que arriba a Nova Jersey passa també sota la Sisena Avinguda. Abans l'IRT Sixth Avenue Line, línia aèria prenia la Sisena Avinguda, i l'enfosquia, el que reduïa el seu valor immobiliari. L'avinguda va ser reconstruïda durant els anys 60, per acollir els quarters generals de nombroses empreses en els gratacels d'estil internacional.
Entre els indrets més il·lustres de la Sisena Avinguda s'hi troben el Radio City Music Hall, situat al Rockefeller Center, la botiga més gran del món, Macy's, situada al carrer 34, Herald Square (intersecció entre la Sisena Avinguda, Broadway i el carrer 34) o també l'Exxon Building.